# Chris Walas

Chris Walas

Chris Walas (* 1955 in Chicago, Illinois) ist ein US-amerikanischer Spezialeffektkünstler und Maskenbildner.

## Leben
Walas ist seit Ende 1970er Jahre im Filmgeschäft tätig.
Für seine Arbeit am Make-up für den Film Die Fliege erhielt Chris Walas 1987 den Oscar. Im selben Jahr und für denselben Film wurde er mit dem Saturn Award ausgezeichnet. Zuvor hatte er diesen Preis bereits 1985 für die Besten Spezialeffekte bei Gremlins erhalten.
1989 gab er sein Debüt als Regisseur und inszenierte Die Fliege 2. Danach drehte er eine Folge der Serie Geschichten aus der Gruft  und den Film Scary – Horrortrip in den Wahnsinn (1992). Als Drehbuchautor war er an dem 2017 veröffentlichten Film Journey to the Forbidden Valley beteiligt.

## Filmographie (Auswahl)

### Spezialeffekte
- 1981: Scanners – Ihre Gedanken können töten (Scanners)
- 1986: Die Fliege (The Fly)
- 1987: House II – Das Unerwartete (House II: The Second Story)
- 1990: Arachnophobia
- 1991: 1991: Blood Sacrifice (Curse III: Blood Sacrifice)
- 1991: Naked Lunch – Nackter Rausch (Naked Lunch)
- 2012: Elf-Man
- 2017: Journey to the Forbidden Valley (auch Drehbuch)

### Make-up
- 1981: Jäger des verlorenen Schatzes
- 1984: Gremlins – Kleine Monster (Gremlins)
- 1985: Enemy Mine – Geliebter Feind (Enemy Mine)
- 1995: Jade

### Regie
- 1989: Die Fliege 2 (The Fly II)
- 1992: Scary – Horrortrip in den Wahnsinn (The Vagrant)